# Шпицберг, Ростислав Владимирович
Ростислав Владимирович Шпицберг (14 февраля 1841 — 11 февраля 1909) — российский генерал от артиллерии.

## Биография
Родился 14 февраля 1841 года, происходил из дворян Киевской губернии, сын коллежского советника Владимира Егоровича Шпицберга.
Образование получил во Владимирском Киевском кадетском корпусе, из которого выпущен 16 июня 1859 года в лейб-гвардии Уланский Её Величества полк. Затем он поступил во 2-е военное Константиновское училище и 16 июня 1860 года был произведён в корнеты с переименованием в прапорщики артиллерии. После этого Шпицберг прошёл курс наук в Михайловской артиллерийской академии и выпущен по 1-му разряду в 1862 году.
С 17 сентября 1864 года Шпицберг занимал должность столоначальника в Главном артиллерийском управлении, 30 августа 1865 года произведён в подпоручики и 17 апреля 1866 года — в поручики. С 8 мая 1867 года он был делопроизводителем канцелярии артиллерийского комитета Главного артиллерийского управления, с 11 февраля 1871 года был управляющим делами этого комитета, 4 мая 1880 года назначен постоянным членом Артиллерийского комитета и находился на этой должности до самого выхода в отставку в 1906 году. За это время Шпицберг получил чины штабс-капитана (31 марта 1868 года), капитана (28 марта 1871 года), полковника 31 марта 1874 года, генерал-майора (6 мая 1884 года) и генерал-лейтенанта (30 августа 1894 года).
9 апреля 1908 года Шпицберг вышел в отставку с производством в генералы от артиллерии. Скончался в Санкт-Петербурге 11 февраля 1909 года.
Среди прочих наград Шпицберг имел ордена:
- Орден Святого Станислава 3-й степени (1867 год)
- Орден Святой Анны 3-й степени (1869 год)
- Орден Святого Станислава 2-й степени (1873 год)
- Орден Святой Анны 2-й степени (1876 год)
- Орден Святого Владимира 4-й степени (1878 год)
- Орден Святого Владимира 3-й степени (1887 год)
- Орден Святого Станислава 1-й степени (1891 год)
- Орден Святой Анны 1-й степени (1897 год)
- Орден Святого Владимира 2-й степени (1905 год)

Шпицберг имел трёх сыновей:
- Ростислав был действительным статским советником и инженером-технологом
- Евгений занимался авиаспортом и погиб во время Первой мировой войны.
- Андрей

Брат Евграф был генералом от кавалерии и с отличием участвовал в Туркестанских походах, другой брат Валериан вышел в отставку в чине полковника.